# 짱구는 못말려 극장판: 폭풍을 부르는 석양의 떡잎마을 방범대
《짱구는 못말려 극장판: 폭풍을 부르는 석양의 떡잎마을 방범대》(일본어: 映画クレヨンしんちゃん嵐を呼ぶ!夕陽のカスカベボーイズ)은 2004년 제작된 일본의 애니메이션 영화이다. 우스이 요시토의 《주간 액션》에 연재된 만화 《크레용 신짱》을 원작으로 제작된 TV시리즈 《짱구는 못말려》의 극장용 애니메이션 영화 시리즈 12편이다. 원어 제목의 아라시(嵐)는 몹시 거센 바람을 의미하는 일본의 단어이다. 대한민국에서는 2008년 대원방송㈜에서 수입하고 한국식 이름과 한국어 더빙작업을 하여, 《극장판 짱구는 못말려 폭풍을 부르는 석양의 떡잎마을 방범대》이라는 이름으로 15세 이상 관람가 등급으로 챔프, 애니원, 애니박스, 채널CGV에서 방영되었다. 대원방송㈜에서는 한국어 더빙으로 진행하였으나, 영화 내의 주제가, 오프닝, 엔딩곡 등은 해당 방송사에 따라 원어 자막(또는 생략)으로 방영되었다.

## 줄거리
잡기놀이를 하며 마을 곳곳을 돌아다니던 카스카베 방위대. 그런데 놀이를 계속하다 보니 처음보는 골목 깊숙한 곳, 다 낡아서 폐허가 되어있는 극장을 발견했다. 생전 처음보는 시설에 호기심이 폭발한 신노스케는 해질때가 다됐으니 그만 집으로 돌아가자는 친구들의 말도 듣지 않고 멋대로 열려있는 건물 창문으로 들어가 버렸고 그의 고집에 친구들도 반강제적으로 따라나섰다. 극장 곳곳을 둘러보던 아이들은 아무도 없는데도 영상기가 돌아가고 있는 상영관을 발견한다. 다들 호기심에 자리에 앉아 영화를 보기 시작했는데 도중에 신노스케는 오줌이 마려워 오줌이 나오는 고추를 두 손으로 잡은 채 팬티와 바지에 오줌을 싸면서 화장실에 갔다. 그런데 다시 돌아왔을 땐 앉아 있던 친구들이 모두 사라지고 없었다. 신노스케는 친구들이 자기만 빼놓고 먼저 집으로 돌아가버렸다고 생각하고는 자기도 그만 극장을 나와 집으로 가버린다.
그 날 저녁, 날이 어두워져서야 들어온 아들 신노스케를 본 미사에는 어디서 이렇게 늦게오냐고 잔소리를 쏟아냈는데 갑자기 전화가 왔다. 전화를 한 사람은 토오루의 엄마 미네코. 그녀는 자기 아들은 물론이고 다른집 아이들 네네, 마사오, 보오도 아무도 집에 돌아오지 않았다고 한다. 놀란 미사에는 급히 아이에게 친구들이 어디갔느냐고 물었다. 신노스케는 먼저 간줄 알았던 친구들이 아무도 안 돌아왔다는걸 알고는 의아하게 여기다 결국 놀다가 발견한 극장 이야기를 했다. 이 말을 들은 히로시는 아직도 아이들이 극장안에 있을지도 모른다는 생각에 서둘러 아내와 아이들을 데리고 극장으로 달려갔다. 이후 극장 곳곳을 둘러봤지만 아이들의 흔적은 찾아볼수 없었다. 그러다 신노스케가 맨 처음 발견한 상영관에 들어왔는데 흘러나오는 영상을 보고있던 노하라 일가는 새하얀 빛에 휩싸였고 아무것도 없는 황야에 떨어져 있었다.
무작정 걷던 그들은 어느 마을에 도착했는데 마을은 자신들이 알던 도시가 아니라 영화에서나 보던 서부마을이었다. 떡잎마을로 가는법을 물으러 마을 곳곳을 돌아다니던 노하라 일가는 한 술집에서 토오루를 만났다. 그런데 토오루는 신노스케가 누군지 전혀 알아보지 못했고 나중가서는 노하라 일가 전원을 체포하려 들었다. 간신히 도망쳐 나와 몸을 숨기다 츠바키라는 소녀를 만났다. 이후 노하라 일가는 소녀로부터 뜻밖의 이야기를 듣는다. 이곳에는 노하라 일가처럼 어딘지 몰라 헤메는 사람들이 많으며 처음에는 집에 가고 싶어하다 나중에는 서부생활에 익숙해진다는 것이었다. 과연, 이 이상한 마을은 어떤 마을이며, 카스카베 방위대 아이들은 어디로 사라진 걸까?

## 등장인물
- 노하라 신노스케(신짱구)
- 노하라 히로시(신형만)
- 노하라 미사에(봉미선)
- 노하라 히마와리(신짱아)
- 카자마 토루(철수)
- 사쿠라다 네네(유리)
- 사토 마사오(훈이)
- 보오(맹구)
- 저스티스 러브 시장
- 츠바키(선아)
- 오케가와 박사
- 마이크

## 캐스트
- 노하라 신노스케 - 야지마 아키코
- 노하라 히로시 - 후지와라 케이지
- 노하라 미사에 - 나라하시 미키
- 노하라 히마와리 - 코오로기 사토미
- 카자마 토루 - 마시바 마리
- 사쿠라다 네네 - 하야시 타마오
- 사토 마사오 - 이치류사이 테이유
- 보오 - 사토우 치에
- 저스티스 러브 시장 - 코바야시 키요시
- 츠바키 - 사이토 아야카
- 오케가와 박사 - 나가사코 타카시
- 마이크 - 무라마츠 야스오
- 크리스 - 코바야시 오사무
- 오라이리 - 오오츠카 치카오
- 빈 - 우츠미 켄지
- 리 - 카와즈 야스히코
- 해리 랙 - 타나카 카즈나리
- 브릿 - 오나시 타케하루
- 치코 - 오토모 류자부로

## 한국어 더빙
- 박영남 - 짱구
- 오세홍 - 짱구 아빠
- 강희선 - 짱구 엄마 / 맹구
- 여민정 - 짱아 / 철수
- 장경희 - 흰둥이 / 유리
- 정혜옥 - 훈이 / 선아
- 강구한 - 저스티스
- 홍승표 - 마이크
- 현경수 - 오츠
- 유호한 - 크라우스
- 홍진욱 - 박사 / 카우보이
- 김기흥 - 크리스

## 스태프
- 원작 : 우스이 요시토 《크레용 신짱》
- 캐릭터 원안 : 우스이 요시토
- 작화감독 : 하라 카츠노리, 오오모리 타카토시, 하리가야 히데오, 마마다 마스오
- 캐릭터 디자인 : 스에요시 유우이치로
- 미술감독 : 모리모토 시게루, 코가 토오루
- 촬영감독 : 우메다 토시유키
- 점토 애니메이션 : 이시다 타쿠야
- 편집 : 오카야스 하지메
- 음악 : 아라카와 토시유키, 미야자키 신지
- 녹음감독 : 오오쿠마 아키라
- 치프 프로듀서 : 모기 히토시, 이쿠다 히데타카, 키무라 준이치
- 감독 · 각본 : 미즈시마 츠토무
- 그림 콘티 : 미즈시마 츠토무, 하라 케이이치
- 색채 설계 : 노나카 사치코
- 색 지정 : 시모우라 아유미
- 동화 체크 : 오하라 켄지, 나카미네 치토세
- 연출 조수 : 타카하시 와타루
- 동화 : 교토 애니메이션, 애니메이션 Do, 스튜디오 정글짐, 스튜디오 더브, 스튜디오 쿠마, 매드하우스, OH!프로덕션, 프런트 라인, 스튜디오 미캉, 에이 라인
- 마무리 : 교토 애니메이션, 애니메이션 Do, 라이트 풋, 트레이스 스튜디오 M, 오피스 푸우, M.I, 매드하우스
- 배경 : 스튜디오 유니, 스튜디오 로드, 아틀리에 로쿠
- 배경 스캔 : SCAN屋
- 촬영 : 애니메 필름
- 촬영협력 : 라이트 풋
- 점토 애니메이션 크루 : 이시다 마사요코, 이시다 라돈, 스즈키 토오루, 쿠라마치 키기코, 쵼 후미토시
- 촬영협력 : 시가 츠요시(세이에이샤)
- CGI : 츠츠미 노리유키
- 촬영 데이터 관리 · 엔딩 자막 : 카시와바라 켄지
- 타이틀 : 미치카와 아키라
- 음향제작 : 오디오 플래닝 유
- 음향제작 데스크 : 카토 토모미
- 음향제작진행 : 메카야 모토노리
- 녹음 스튜디오 : APU MEGURO 스튜디오
- 1st 믹서 : 오오시로 히사노리
- 2nd 믹서 : 우치야마 히로아키
- 효과 : 마츠다 아키히코, 하라다 아츠시 (피즈 사운드 크리에이션)
- 효과 조수 : 와시오 켄타로
- 편집 : 코지마 토시히코, 나카하 유미코, 무라이 히데아키, 카와사키 아키히로
- 편집 데이터 관리 : 미야케 요시키
- 현상 : 도쿄 현상소
- 디지털 광학녹음 : 니시오 노보루
- 프로듀서 : 야마카와 준이치, 와다 야스시, 니시구치 나오미(테레비 아사히), 스기야마 아츠오(ADK)
- 어시스턴트 프로듀서 : 요시카와 다이스케(테레비 아사히)
- 라인 프로듀서 : 키노 타케시
- 제작 데스크 : 우마후치 요시키, 요시다 유키
- 제작진행 : 쵸난 요시유키, 니시카와 아키히코, 타카하시 레나, 히로카와 코우지
- 제작 : 신에이 동화, 테레비 아사히, ADK
- 배급 : 토호

### 원화
- 스에요시 유우이치로, 타카쿠라 요시히코, 사토 마사히로, 하야시 시즈카, 유아사 마사아키, 마츠시타 히로미
- 이즈미 키누코, 시게모토 마사히로, 쿠스모토 키즈나, 오와시 히데토시, 타카하시 히로유키, 키타노하라 타카마사
- 우라다 요시아키, 사카모토 카즈야, 카도와키 사토시, 코가 카오루, 미츠하시 토오루, 무라후지 테루토시
- 요시오카 시노부, 요네다 미츠요시, 이케다 카즈미, 우에노 마리코, 세키구치 카나미, 이시이 유리코
- 미야와키 치즈루, 사토 아키코, 미야자와 야스노리, 이즈미 히로요, 모기 타쿠지, 마에다 카즈유키
- 마츠우라 히토미, 하세가와 테츠야, 카쿠 테츠로, 카네코 시즈에, 스즈키 다이시, 오오다케 마사에
- 츠지 시게히토, 타케우치 테츠야, 아사노 카츠야, 치바 타카히로, 우에무라 아츠시, 히가시데 후토루
- 이타즈 타다사토, 마키하라 료타로, 사쿠마 시게코, 이시카와 요시유키, 마츠이 리카코, 우에노 츠구미
- 야마치 스스무, 이시이 사토미, 히구치 젠노리, 시노하라 마키코, 카도하리 히토미, 하시모토 토요코
- 하라 카츠노리, 오오모리 타카토시, 하리가야 히데오, 마마다 마스오

## VHS·DVD
- VHS - 2005년 4월 22일 반다이 비주얼에서 발매
- DVD - 2005년 10월 28일 반다이 비주얼에서 발매

## 갤러리

일본어 포스터

## 같이 보기
- 짱구는 못말려
- 우스이 요시토
- 황야의 7인